# مايكل وندن
مايكل فنسنت ويندن، AM، MBE (من مواليد 17 نوفمبر 1949) هو سباح بطل مثل أستراليا في الألعاب الأولمبية الصيفية لعام 1968 والألعاب الأولمبية الصيفية لعام 1972. في عام 1968 فاز بأربع ميداليات: ذهبية في سباقي 100 و200 متر حرة (مسجلاً أرقاماً قياسية عالمية في كل منهما) وفضية وبرونزية في سباقات التتابع الحرة.
المراجع

## روابط خارجية
- مايكل وندن على موقع الاتحاد الدولي للسباحة (الإنجليزية)
- مايكل وندن على موقع SwimRankings.net (الإنجليزية)
- مايكل وندن على موقع قاعة مشاهير السباحة العالمية (الإنجليزية)
- مايكل وندن على موقع اللجنة الأولمبية الدولية (الإنجليزية)
- مايكل وندن على موقع أوليمبيديا (الإنجليزية)
- مايكل وندن على موقع اللجنة الأولمبية الأسترالية (الإنجليزية)
- مايكل وندن على موقع اتحاد ألعاب الكومنولث (مؤرشف) (الإنجليزية)
- مايكل وندن على موقع قاعة أستراليا للمشاهير الرياضية (الإنجليزية)
- (بالإنجليزية) Biographie نسخة محفوظة 28 يوليو 2008 على موقع واي باك مشين. sur icmi.com